# 足助重長
足助重長（日语：／ Asuke Shigenaga，？—1181年）是一名日本平安時代末期武將，浦野重直的第六子，號加茂六郎，是足助氏的始祖。

## 生平
足助是尾張源氏山田氏的一族，被任命為三河國加茂郡足助莊的莊官，據說曾在當地修建了黍生城並居住於此。他可能繼承了父祖的路線，效忠於河內源氏的嫡系流派，並迎娶了源為義的第八子源為朝（鎮西八郎）的女兒為妻。雖然他的詳細行動不明，但據說最終被平家討伐（如《尊卑分脈》等記載）。傳說中，他在治承五年（1181年）墨俁川之戰中與兄長們一同參戰，戰後被平家俘虜並拘禁，最終遭到殺害。
與源為朝的女兒之間，育有嫡子重秀（重季），此外還有一名女兒辻殿。辻殿成為鎌倉幕府第二代將軍源賴家的正室，也是公曉的母親。根據《吾妻鏡》的記載（建保七年（1219年）1月27日條），此事得以確認。

## 系譜
- 父：浦野重直
- 母：不詳
- 妻：源為朝的女兒
  - 子：足助重秀（足助冠者）
  - 女：辻殿（源賴家正室、公曉之母）

## 備註
1. ↑  《吾妻鏡》中記載辻殿為正室，而若狹局為愛妾。然而，若狹局所生的一幡受到與嫡子相當的待遇，因此誰是正室並不明確。
2. ↑  《尊卑分脈》的部分記錄中提到禪曉也是重長女兒的孩子，但具體細節不詳。